# Huawei Nova
Pour les articles homonymes, voir Nova (homonymie).
 (janvier 2020).
Le Huawei Nova et le Huawei Nova Plus sont des smartphones de milieu de gamme produits par Huawei. Ils ont été annoncés et mis en vente à l'Internationale Funkausstellung Berlin (IFA) le 1er septembre 2016,. 

## Nom
Le nom du produit « Nova » est un mot latin qui signifie « nouveau ». En termes d'astronomie, « Nova » est également une étoile en explosion. 

## Caractéristiques

### Matériel
Les modèles Nova et Nova Plus sont conçus en aluminium sablé et leur dos est légèrement arrondi, ce qui leur permet de s'emboîter parfaitement dans la paume de la main de l'utilisateur. Les deux modèles utilisent une « nouvelle génération » de verre 2,5D et un écran IPS 1080p. L'écran Nova mesure 5 pouces, tandis que le Nova Plus est plus grand, faisant 5,5 pouces. Le Nova et le Nova Plus sont également équipés d'un capteur d'empreintes digitales. Selon Huawei, le capteur d'empreintes digitales est le plus rapide au monde, il faut 0,3 seconde pour identifier un utilisateur. 
Pour les utilisateurs qui ont des sessions plus longues, les deux modèles sont équipés d'une batterie haute capacité avec Smart Power 4.0, dont le Nova est doté de 3 020 mAh, et le Nova Plus de 3 340 mAh,. 
Les deux modèles sont équipés d'un processeur Snapdragon 625 2 GHz à octa-core avancé de 14 nm. La caractéristique est d'augmenter les performances et de réduire la consommation d'énergie,. 
Les Nova et Nova Plus prennent en charge les réseaux GSM, UMTS, LTE-TDD et LTE-FDD (les bandes de support varient selon les modèles). Pour l'édition chinoise de Nova, elle prend également en charge les réseaux TD-SCDMA et CDMA2000 1xEV-DO. Dans certains pays, la version Dual SIM est disponible. Ces smartphones prennent également en charge les communications en champ proche (NFC), de sorte qu'ils peuvent fonctionner avec Android Pay. 
La caméra arrière du Nova est de 12 mégapixels, avec un capteur de 1,25 micromètre pour de meilleures images. Elle peut fonctionner en intérieur, en montrant des couleurs et des ombres réalistes. Le Nova supporte également l'autofocus rapide. Pour la caméra arrière de Nova Plus, elle est plus grande, soit 16 mégapixels. Les deux téléphones sont équipés d'une caméra frontale de 8 mégapixels, et supportent l'enregistrement vidéo 4K. Ils sont également dotés de la technologie DTS Headphone:X. 
Les deux modèles sont disponibles dans les couleurs argent, gris et or. Ils sont équipés de 3 Go de RAM, 32 Go de ROM et supportent les microSD jusqu'à 128 Go. En Chine, la Nova se décline en blanc, noir, or rose et argent. La configuration matérielle est supérieure à celle de la version mondiale, qui est équipée de 4 Go de RAM et de 64 Go de ROM. 

### Logiciel
Le Nova et le Nova Plus sont préchargés avec Android 6.0 « Marshmallow » et l'interface utilisateur de Huawei (EMUI) 4.1, mais les utilisateurs peuvent passer au Google Now Launcher. Ces téléphones comprennent également un gestionnaire de batterie, qui donne aux utilisateurs un niveau élevé de contrôle sur les fonctions liées à la batterie. Ils offrent également un mode d'économie d'énergie ultra performant, qui désactive tout sauf les appels et les messages et active une interface utilisateur simplement monochrome. 
L'appareil photo des deux téléphones est doté de filtres intégrés et comprend des pistes de voitures, des graffitis légers, de l'eau soyeuse et des pistes de stars. Ils offrent également certains modes, notamment le mode super nuit, le mode ralenti, le mode All-focus et le mode manuel complet (mode professionnel). Le Nova et le Nova Plus comprennent également Beauty Makeup 2.0 et Beautiful Skin 3.0, qui appliquent des effets cosmétiques et des filtres lissants pour la peau afin de créer des images plus flatteuses. 

## Sortie
Les Nova et les Nova Plus sont mis en vente en octobre 2016 dans plus de 50 pays. Le Nova est disponible à 399 € et le Nova Plus à 429 €. 
En Chine, Zhang Yixing et Guan Xiaotong sont les porte-parole de Huawei Nova. À temps pour que le 100 millionième smartphone de Huawei soit produit en 2016, Huawei leur a également offert une édition limitée de Nova. Le dos de l'édition limitée est imprimé « 100000000, 2016年华为手机第1亿部 » (le 100 millionième smartphone de Huawei en 2016) et « 2016.10.14 ». 

## Réception
Dans la revue The Verge, Vlad Savov a écrit que « le Nova est un bel appareil dont la qualité de fabrication est égale ou supérieure aux meilleurs dans sa gamme de prix visée, que la société décrit avec un langage qui fait frémir en visant les jeunes "aspirants dynamiques"". Elle a conclu que le Nova sera suffisamment bon marché pour que ceux qui ne peuvent pas se payer un smartphone haut de gamme puissent l'obtenir ». Le site web Slashgear a également indiqué que « Huawei, cependant, n'a pas reçu ce mémo, et a entrepris de contester vigoureusement le statu quo avec un certain nombre de dispositifs qui pourraient rivaliser en termes de finesse, de construction métallique et de conception ». Le site web Recombu a déclaré « ...il y a beaucoup de touches sympas pour aider le Nova à se démarquer sur un marché très fréquenté ». 

### Ventes
Le PDG de la division Smartphone de Huawei Customer BG He Gang a déclaré que le Nova atteindra l'objectif de vente de 10 millions d'unités. 